# 芦屋競艇場
芦屋競艇場（あしやきょうていじょう）は、福岡県遠賀郡芦屋町にある競艇場である。

## 概要

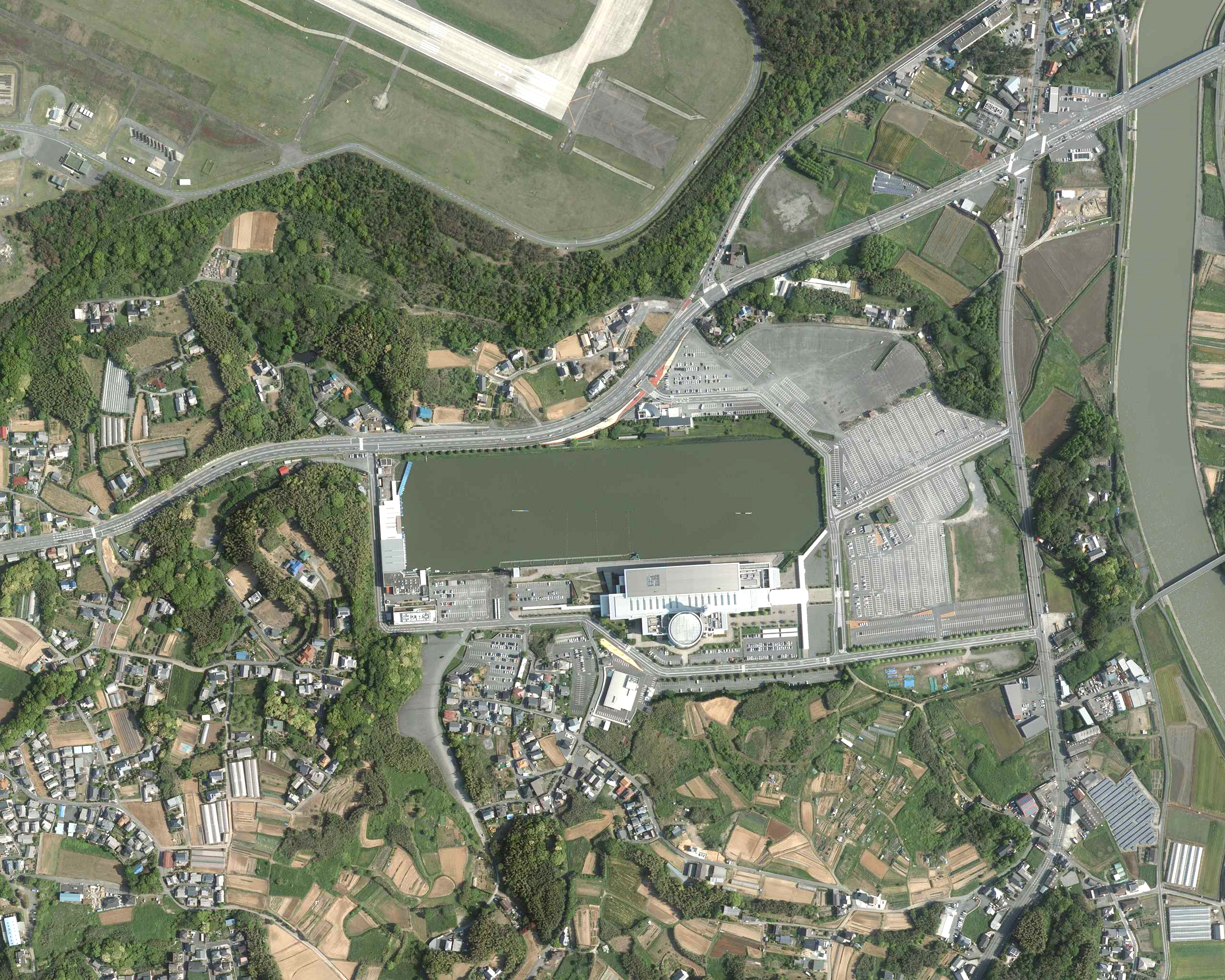
芦屋競艇場周辺の空中写真。2016年4月30日撮影。。

主催者は芦屋町。施設名の通称は、BOAT RACE芦屋（ボートレースあしや）。芦屋町内には航空自衛隊芦屋基地（競艇場開設当時アメリカ空軍芦屋飛行場。1961年返還後は航空自衛隊の基地）があり、町の総面積の半分近くを占めている。このため、この競艇場は、自衛隊基地設置の見返り的（地域振興策）な要素が強い。
隣の北九州市若松区にも若松競艇場があり、競艇場間の距離が日本一短いことでも知られる。以前は同じ宿舎を共同使用していたが、現在では若松が新たな宿舎を建設した為、別々の建物になっており、併催が可能である。
芦屋町モーターボート競走事業として地方公営企業法の規定の全部が適用されている。なお、2010年までの施行者は芦屋町・岡垣町・遠賀町で結成した一部事務組合「芦屋町外二ケ町競艇施行組合」であった（詳細後述）。
実況は、福岡県内の3競艇場（若松・芦屋・福岡）をRKBミューズ所属の女性アナウンサー、安河内美記・吉野尚美・竹本春美・荒田美希・清家美和の5人でローテーションで回している。しかし、2003年女子王座決定戦と2005年競艇王チャレンジカップでは松岡俊道率いるトシヴォイスの実況を起用した。メディアターナーの内田和男が実況することもあった。
マスコットキャラクターはアシカの「アシ夢」。
2010年7月9日からの開催で業界初モーニングレース「サンライズレース」を実施。第1レースのスタート展示時刻が通常より1時間40分早い午前9時5分となり、最終第12レースの発売締切時刻が14時42分となっている。当初は10月19日までの夏季限定の予定だったが、電話投票利用者などからの反響が大きかったため、2010年度一杯継続することになった。その後も、好調なことから2011年度以降も継続開催が決定している（同7月からは電話投票受付開始がさらに繰り上げられたため、第1競走の展示を午前8時32分と、全公営競技で最も早い発走開始となった。後述）。なおGII以上のレースはこれまでと同じ昼間開催となる。これにより、ナイター競走の若松競艇場との併催時には、朝～昼は当場の、昼～夜は競艇場を移動しての若松開催のレースを両方楽しめるようになっている。
2010年以降、人口2万人以下の町村部の自治体では唯一の競艇場である。遠賀川の支流・西川からは数百メートル離れている。

## 歴史
芦屋町は戦後復興の財源を得るため競艇を開催しようとしたが、当時の内規では自治体が開催認可を得るためには人口が3万人以上である必要があった。このため、同じ遠賀郡の岡垣村（現・岡垣町）および遠賀村（現・遠賀町）と共に「芦屋町外二ケ村競艇施行組合」（その後・芦屋町外二ケ町競艇施行組合）を結成して認可を受けることとなった。
1952年（昭和27年）11月7日に初開催が行われた。なお1954年には全国で初めてのオール女子戦である「水の女王決定戦」の開催が行われた。
開設当初は現在地とは異なり芦屋町山鹿（山鹿城址の麓）の遠賀川右岸河川敷堤内地に存在し、遠賀川自体を競走水面として利用していたため、荒天によるレース中止が頻繁にあるばかりか、上流から流れてくるゴミなどの浮遊物に悩まされた。さらに1966年に遠賀川が一級河川に指定され、河川敷に恒久的な水上施設を設置することが不可能となり、初代芦屋競艇場が、1967年に運輸省（当時）から告示された「モーターボート競走場の構造及び施設の規格」を満たすことが困難となった。これらの理由により競艇場を移転することが決定され、現在地に移転した。
2代目芦屋競艇場は1969年3月に完成し、同年4月10日に初開催が行われた。
収益が改善せず3町への利益配当金が支払われない状況が続いたことから、2010年3月、それまで主催してきた「芦屋町外二ケ町競艇施行組合」を解散することを3町で議決。芦屋町はこれに替わる事業形態として「芦屋町モーターボート競走事業」を創設し、これ以降は主催が芦屋町のみとなった。

## 水面の特徴
競走水面はプールで、水質は淡水の静水面の競艇場である。2021年現在では1コースの勝率は約60%以上となっており、大村競艇場や徳山競艇場、下関競艇場と並んで全国の競艇場の中ではインの勝率が非常に高い競艇場として有名である一方、捲り決着や高配当での決着も少なからず見られる等、コース不問の幅広い決まり手の発生しやすい競艇場でもある。

## 主要開催競走
- 周年記念 (GI) のタイトルは「全日本王座決定戦」。
- 企業杯(GIII)として、「アサヒビールカップ」が行なわれている。
- 正月には「福岡県内選手権大会」、ゴールデンウィークには「ゴールデンウィーク特選レース」、お盆には「オール九州選抜戦」、他にはマスコットキャラちなんで「アシ夢ダービー」が行なわれている。
- 「サンライズレース」では、午前中の第5レースまでと昼の第8レースをA級・B級の混合戦とし、次のような選手構成でレースをする。2011年8月3日から、電話投票発売開始時刻の繰り上げに合わせて進行時間を切り上げ、同時に企画レースの拡大を行った。[9]当初は10月30日までの予定だったが、好評だったことから11月以降も継続することが決定した[10]。
  - 現在のレース構成
    - 第1レース「サンライズV戦」　1号艇のみA級、他B級（これはGII以上のクラス以外の一般開催では常時第1レースで組まれているもの）
    - 第2レース「サンライズW戦」　1号艇・4号艇をA級、他B級
    - 第3レース「サンライズX（クロス）戦」　奇数番がA級、偶数番がB級
    - 第4レース「サンライズY戦」　1号艇にA級かつ進入固定
    - 第5レース「サンライズZ戦」　1・2号艇にA級
    - 第8レース「昼どき戦」　1号艇にA級（2010年10月30日より実施）

  - 過去のレース構成
    - 第4レース「進入固定競走」（1号艇A級とは限らない、2011年7月まで。通常開催時は第5レースであった。）
    - 第9レース「昼どきどき戦」　1号艇にA級（2011年8月3日～2012年7月2日）

## SG開催実績
| 年度 | 施行回 | 競走名                             | 優勝者                | 登番     | 出身      |
| ---- | ------ | ---------------------------------- | --------------------- | -------- | --------- |
| 1958 | 第4回  | モーターボート記念                 | H 前田道積 R 山岡貫太 | 1056 303 | 長崎 三重 |
| 1964 | 第10回 | モーターボート記念                 | 倉田栄一              | 318      | 三重      |
| 1986 | 第32回 | モーターボート記念                 | 倉重宏明              | 2036     | 福岡      |
| 2005 | 第8回  | 競艇王チャレンジカップ             | 上瀧和則              | 3307     | 佐賀      |
| 2008 | 第18回 | グランドチャンピオン決定戦         | 湯川浩司              | 4044     | 大阪      |
| 2012 | 第22回 | グランドチャンピオン決定戦         | 太田和美              | 3557     | 奈良      |
| 2015 | 第18回 | チャレンジカップ                   | 笠原亮                | 4019     | 静岡      |
| 2018 | 第21回 | チャレンジカップ                   | 馬場貴也              | 4262     | 滋賀      |
| 2021 | 第26回 | オーシャンカップ                   | 濱野谷憲吾            | 3590     | 東京      |
| 2023 | 第50回 | ボートレースオールスター（笹川賞） | 石野貴之              | 3590     | 大阪      |

## 場外発売所
- ボートレースチケットショップ勝山（福岡県京都郡みやこ町勝山松田2800　旧勝山町）
- ボートレースチケットショップ高城（宮崎県都城市高城町四家247-1）
- ボートレースチケットショップ金峰（鹿児島県南さつま市金峰町大坂12721）
- ボートレースチケットショップ天文館（鹿児島県鹿児島市千日町4-3（天文館））
- ボートレースチケットショップ日向（宮崎県日向市大字平岩字スルギ8640-1）
- ボートレースチケットショップ嘉麻（福岡県嘉麻市岩崎字折口63-17）
- ボートレースチケットショップ オラレ日南（宮崎県日南市岩崎3-115-1）
- ボートレースチケットショップ宮崎（宮崎県宮崎市広島2-4-23）

これ以外に、外向発売場として「アシ夢テラス」が2010年7月5日がオープンした。全国で初めて競走水面対岸に観覧スペースを設け、開催日に目の前で競走観戦ができる。

## アクセス
- 鹿児島本線（JR九州）黒崎駅、折尾駅、遠賀川駅から無料タクシー[1]
- 鹿児島本線（JR九州）折尾駅（無料タクシー運行終了後から）、戸畑駅、直方バスセンター、古賀から無料バス運行